# 宮本逸三
宮本 逸三（みやもと いつぞう、1859年11月20日（安政6年10月21日） - 1930年（昭和5年）4月15日）は、日本の政治家。衆議院議員（2期）。

## 経歴
茨城県出身。農業と醸造業を営む。芳野村(那珂町を経て、現・那珂市)議、同村長、茨城県議、同常置委員、勧業委員、太田鉄道(株)監査役、水浜電車、日本耐火工業各(株)取締役となる。
1917年の第13回衆議院議員総選挙において茨城県郡部から立憲政友会公認で立候補して当選した。1920年の第14回衆議院議員総選挙には出馬せず、1924年の第15回衆議院議員総選挙において茨城3区から立候補し、33票差で当選した。衆議院議員を2期務め、1928年の第16回衆議院議員総選挙には立候補しなかった。1930年死去。